# Липники (Жовківська міська громада)
Ли́пники —село в Україні, у Жовківській міській громаді Львівського району Львівської області, орган місцевого самоврядування — Жовківська міська рада. Населення становить 32 особи (станом на 2001 рік). Село розташоване на заході колишнього Жовківського району, за 5,3 кілометра від центру громади.

## Географія
Село Липники лежить за 5,3 км на захід від центру громади, фізична відстань до Києва — 457,1 км.

## Історія
Раніше Липники були присілком села Нова Скварява.[джерело?]
12 червня 2020 року, відповідно до розпорядження Кабінету Міністрів України № 718-р «Про визначення адміністративних центрів та затвердження територій територіальних громад Львівської області», село увійшло до складу Жовківської міської громади.
19 липня 2020 року, в результаті адміністративно-територіальної реформи та ліквідації Жовківського району, село увійшло до складу новоствореного Львівського району.

## Населення
Станом на 1989 рік у селі проживали 40 осіб, серед них — 16 чоловіків і 24 жінки.
За даними перепису населення 2001 року у селі проживало 32 особи. Рідною мовою назвали:
| Мова       | Кількість осіб | Відсоток |
| ---------- | -------------- | -------- |
| українська | 31             | 96,88%   |
| російська  | 1              | 3,13%    |